# Mănăstirea Piariștilor din Sighetu Marmației
Mănăstirea Piariștilor din Sighetul Marmației este un ansamblu de monumente istorice aflat pe teritoriul municipiului Sighetu Marmației. În Repertoriul Arheologic Național, monumentul apare cu codul 106568.05.
Ansamblul este format din următoarele monumente:
- Biserica "Sf. Carol de Borromeo" (cod LMI MM-II-m-A-04724.01)
- Fosta mănăstire a piariștilor, în prezent casă parohială (cod LMI MM-II-m-B-04724.02)

## Istoric
În anul 1731 călugării au deschis Gimnaziul Piarist din Sighet, recunoscut ulterior ca „gimnaziu regal”.